# Marita Skogum
Marita Skogum (* 3. Januar 1961) ist eine ehemalige schwedische Orientierungsläuferin.
Skogum wurde 1982 Nordische Meisterin im Orientierungslauf. Im Jahr darauf folgte ihr erster WM-Einsatz bei den Titelkämpfen im ungarischen Zalaegerszeg. Dabei belegte sie im Einzelwettbewerb hinter ihrer Landsfrau Annichen Kringstad-Svensson den zweiten Platz. In der Staffel gewann sie zusammen mit Karin Rabe, Kerstin Månsson und Annichen Kringstad-Svensson Gold. 1989 wurde sie Weltmeisterin im Einzellauf sowie mit der schwedischen Staffel, die auch 1991 und 1993 erfolgreich blieb. Bei den Einzelwettbewerben – mittlerweile war die Kurzstrecke als neuer Wettbewerb eingeführt worden – gewann sie noch jeweils eine Gold-, Silber- und Bronzemedaille. Bei den Nordischen Meisterschaften 1992 gelang ihr ein Dreifachtriumph. Zudem war sie in diesem Jahr Siegerin des Gesamt-Weltcups.
Bei schwedischen Meisterschaften gewann Skogum acht Titel: Zweimal mit der Staffel, zweimal auf der Langdistanz, zweimal auf der Ultralangdistanz und jeweils einmal im Nachtlauf und auf der Mitteldistanz. Sie wurde fünfmal mit der BT-plaketten der Tageszeitung Borås Tidning ausgezeichnet und war Schwedens Orientierungsläuferin des Jahres 1989, 1992 und 1993.
2001 wurde sie Frauentrainerin der schwedischen Nationalmannschaft. Zwischen 2006 und 2010 hatte sie auch die Gesamtverantwortung für das schwedische Team.

## Platzierungen
Weltmeisterschaften:
- 1983: 2. Platz Einzel, 1. Platz Staffel
- 1987: 10. Platz Einzel, 2. Platz Staffel
- 1989: 1. Platz Einzel, 1. Platz Staffel
- 1991: 3. Platz Kurz, 5. Platz Lang, 1. Platz Staffel
- 1993: 2. Platz Kurz, 1. Platz Lang, 1. Platz Staffel

Nordische Meisterschaften:
- 1. Platz: 1982 (Staffel), 1992 (Kurz), 1992 (Lang), 1992 (Staffel)
- 2. Platz: 1984 (Staffel)
- 3. Platz: 1988 (Staffel)